# La Pastora (Falcón)
Pour les articles homonymes, voir La Pastora.
La Pastora est la capitale de la paroisse civile de La Pastora de la municipalité d'Acosta de l'État de Falcón au Venezuela.